# Modeste Kambou
Ollo Modeste Kambou (* 4. Dezember 1963 in Bouti, Burkina Faso) ist ein burkinischer Geistlicher und römisch-katholischer Bischof von Gaoua.

## Leben
Modeste Kambou empfing am 28. Dezember 1991 das Sakrament der Priesterweihe für das Bistum Diébougou.
Nach der Priesterweihe lehrte er bis 1995 und erneut von 2000 bis 2001 am Knabenseminar St. Tarzisius. Von 1995 bis 1999 studierte er an der Universität Ouagadougou und erwarb das Lizenziat in moderner Literatur. Von 2001 bis 2007 leitete er das Knabenseminar St. Tarzisius und war anschließend bis zur Ernennung zum Bischof Generalvikar des Bistums Diébougou.
Am 30. November 2011 ernannte ihn Papst Benedikt XVI. zum Bischof von Gaoua. Der Apostolische Nuntius in Burkina Faso, Erzbischof Vito Rallo, spendete ihm am 18. Februar 2012 die Bischofsweihe; Mitkonsekratoren waren der Erzbischof von Bobo-Dioulasso, Paul Yemboaro Ouédraogo, und der Bischof von Diébougou, Raphaël Kusiélé Dabiré.
Papst Leo XIV. ernannte ihn am 3. Juli 2025 zum Mitglied des Dikasteriums für den Interreligiösen Dialog.